# Margareta Gisselberg
Margareta Gisselberg, née en 1938 à Västerås, est une femme politique suédoise. Elle est co-porte-parole du Parti de l'environnement Les Verts de 1990 à 1991.